# یواس‌اس ارانر (ای‌ایکس-۲۲۶)
یواس‌اس ارانر (ای‌ایکس-۲۲۶) (به انگلیسی: USS Araner (IX-226)) یک کشتی بود که طول آن ۴۲۲ فوت ۸ اینچ (۱۲۸٫۸۳ متر) بود. این کشتی در سال ۱۹۴۲ ساخته شد.